# Бат (округ, Кентукки)
Бат (англ. Bath County) — округ в штате Кентукки, США. Официально образован в 1811 году. По состоянию на 2010 год, численность населения составляла 11 591 человек.

## География
По данным Бюро переписи США, общая площадь округа равняется 735,561 км2, из которых 722,611 км2 суша и 13,468 км2 или 1,800 % это водоёмы.

## Население
По данным переписи населения 2000 года в округе проживает 11 085 жителей в составе 4 445 домашних хозяйств и 3 195 семей. Плотность населения составляет 15,00 человек на км2. На территории округа насчитывается 4 994 жилых строений, при плотности застройки около 6,90-ти строений на км2. Расовый состав населения: белые — 96,87 %, афроамериканцы — 1,85 %, коренные американцы (индейцы) — 0,21 %, азиаты — 0,02 %, гавайцы — 0,00 %, представители других рас — 0,40 %, представители двух или более рас — 0,66 %. Испаноязычные составляли 0,80 % населения независимо от расы.
В составе 32,30 % из общего числа домашних хозяйств проживают дети в возрасте до 18 лет, 57,70 % домашних хозяйств представляют собой супружеские пары проживающие вместе, 10,30 % домашних хозяйств представляют собой одиноких женщин без супруга, 28,10 % домашних хозяйств не имеют отношения к семьям, 25,30 % домашних хозяйств состоят из одного человека, 12,00 % домашних хозяйств состоят из престарелых (65 лет и старше), проживающих в одиночестве. Средний размер домашнего хозяйства составляет 2,47 человека, и средний размер семьи 2,93 человека.
Возрастной состав округа: 24,20 % моложе 18 лет, 8,60 % от 18 до 24, 28,80 % от 25 до 44, 23,80 % от 45 до 64 и 23,80 % от 65 и старше. Средний возраст жителя округа 37 лет. На каждые 100 женщин приходится 97,60 мужчин. На каждые 100 женщин старше 18 лет приходится 94,80 мужчин.
Средний доход на домохозяйство в округе составлял 26 018 USD, на семью — 31 758 USD. Среднестатистический заработок мужчины был 27 786 USD против 20 986 USD для женщины. Доход на душу населения составлял 15 326 USD. Около 16,40 % семей и 21,90 % общего населения находились ниже черты бедности, в том числе — 29,60 % молодёжи (тех, кому ещё не исполнилось 18 лет) и 21,20 % тех, кому было уже больше 65 лет.